# Campionato francese di rugby a 15 1926-1927
Il Campionato francese di rugby a 15 di prima divisione 1926-27 fu vinto dal Tolosa  che sconfisse lo Stade Français in finale.
Tolosa conquista il quinto Scudo di Brennus in sei anni e il sesto della sua storia.

## Contesto
Il Torneo delle Cinque Nazioni 1927 fu vinto dall'Irlanda e dalla Scozia e la Francia giunse ultima.

## Primo turno
Le prime due di ogni gruppo si qualificarono per il turno successivo. I gironi si svolsero con partite di sola anadata. Furono assegnati 3 punti per la vittoria, 2 per il pareggio e 1 per la sconfitta.
- Gruppo A :
Lézignan 11 pts
Albi 10 pts
Tolone 7 pts
Angoulême 6 pts
Dax 6 pts,
- Gruppo B :
 Béziers 10 pts
 Libourn 10 pts
Agen 9 pts
Soustons 7 pts
Cavaillon 4 pts
- Gruppo C :
Pau 12 pts
SA Bordeaux 10 pts
AS Montferrand 8 pts
Toulouse OEC 6 pts
Brive 4 pts
- Gruppo D :
 Stade Français 12 pts
Stadoceste tarbais 10 pts
Stade bordelais 8 pts
Biarritz 6 pts
Périgueux4 pts
- Gruppo E :
 Carcassonne 10 pts
Grenoble 10 pts
Stade Hendayais 10 pts
Pamiers 6 pts
 CASG 4 pts

Barrage: renoble - Stade Hendayais 12-10
- Gruppo F :
 Tolosa12 pts
US Perpignan 10 pts
Bègles 8 pts
Limoges 6 pts
Villeneuve 4 pts
- Gruppo G :
Cognac 11 pts
Narbonne 8 pts
Lourdes 8 pts
Montauban 7 pts
Bayonne 6 pts

Barrage: Narbonne  Lourdes 6-3
- Gruppo H :
 Quillan 12 pts
Racing 8 pts
Lyon OU 8 pts
SC Mazamet 6 pts
Boucau 6 pts

Barrage: :Racing  - Lyon OU 19 - 6

## Secondo turno
Il vincitore di ogni gruppo si qualifica per le semifinali.
- Gruppo A :
Stade toulousain|Tolosa 8 pts
Carcassonne8 pts
Racing 5 pts
Libourne 3 pts
Barrage: :Tolosa  - Carcassone 6-0
- Gruppo B :
Pau 9 pts
Stadoceste 7 pts
Albi 5 pts
Béziers 3 pts
- Gruppo C :
Bordeaux' 8 pts
US Perpignan 7 pts
Cognac 5 pts
Quillan 4 pts
- Gruppo D :
Stade Français 7 pts
Lézignan 7 pts
Narbonne 7 pts
Grenoble 3 pts
Barrage: Stade Français.- Narbonne 10 a 8
Stade Français-  FC Lézignan 11 a 5

## Semifinali
| Pau maggio 1927 | Tolosa | 34 – 9 | SA Bordeaux |  |

| Bordeaux maggio 1927 | Stade Français | 12 – 0 | Pau |  |

## Finale
| Arbitro: | Louis Capelle |

| |            | |
| mete: Dulaurens (2), Borde Bergès, A.Camel trasf.: Salinié | Marcatori  | mete: Daudignon trasf. Herzowitz drop: Verger |
| Gabriel Serres, Gabriel Gras, Gabriel Griotteray, André Camel, Pierre Peyronnel, Alex Bioussa, Maurice Latrille, Marcel Camel, Bernard Bergès, René Corbarieu, Clément Dulaurens, François Borde, René Salinié, François Raymond, Louis Magnol | Formazioni | Pierre Lassau, René Laffond, Paul Olivary, Chaya Leib Herzowitz, Richard Majérus, Branca, Pierre Moureu, Jean Duhau, Georges Daudignon, André Verger, Adolphe Jauréguy, Jean Saint-Germain, Henri Bernadac, Robert Houdet, Louis Courtejaire |